# Oh Mercy
Albums de Bob Dylan
Dylan and the Dead
(1989) Under the Red Sky
(1990)
Oh Mercy est un album de Bob Dylan sorti en 1989.

## Historique
Produit par Daniel Lanois. Néanmoins, il y a aussi des ballades sentimentales. Oh Mercy était un nouveau départ pour Dylan, comme il l'écrit dans son autobiographie, Chronicles, 1.

## Titres
Toutes les chansons sont écrites et composées par Bob Dylan.
| 1.    | Political World            | 3:43 |
| 2.    | Where Teardrops Fall       | 2:30 |
| 3.    | Everything Is Broken       | 3:12 |
| 4.    | Ring Them Bells            | 3:00 |
| 5.    | Man in the Long Black Coat | 4:30 |
| 6.    | Most of the Time           | 5:02 |
| 7.    | What Good Am I?            | 4:45 |
| 8.    | Disease of Conceit         | 3:41 |
| 9.    | What Was It You Wanted     | 5:02 |
| 10.   | Shooting Star              | 3:12 |
| 38:46 |                            |      |

## Musiciens
- Bob Dylan : chant, guitare, guitare 12 cordes, harmonica, orgue Hammond, piano
- Daniel Lanois : Dobro, guitare, guitare steel, basse, omnichord (toutes sauf 8)
- Mason Ruffner : guitare (1, 8, 9)
- Brian Stoltz : guitare (1, 3, 8, 10)
- Paul Synegal : guitare (2)
- Tony Hall : basse (1, 3, 6, 8, 10)
- Larry Jolivet : basse (2)
- John Hart : saxophone (2)
- Malcolm Burn : claviers (3-7, 9), tambourin
- Rockin' Dopsie : accordéon (2)
- Willie Green : batterie (1, 3, 6, 8-10)
- Cyril Neville : percussions (1, 6, 9)
- Daryl Johnson : percussions (3)
- Alton Rubin Jr. : Planche à laver (2)

## Technique
- Daniel Lanois : producteur, mixing
- Malcolm Burn et Mark Howard : ingénieurs du son
- Mark Howard : mixing, installation de l'équipement en studio
- Greg Calbi : masterisation au Sterling Sound de New York